# NUnit

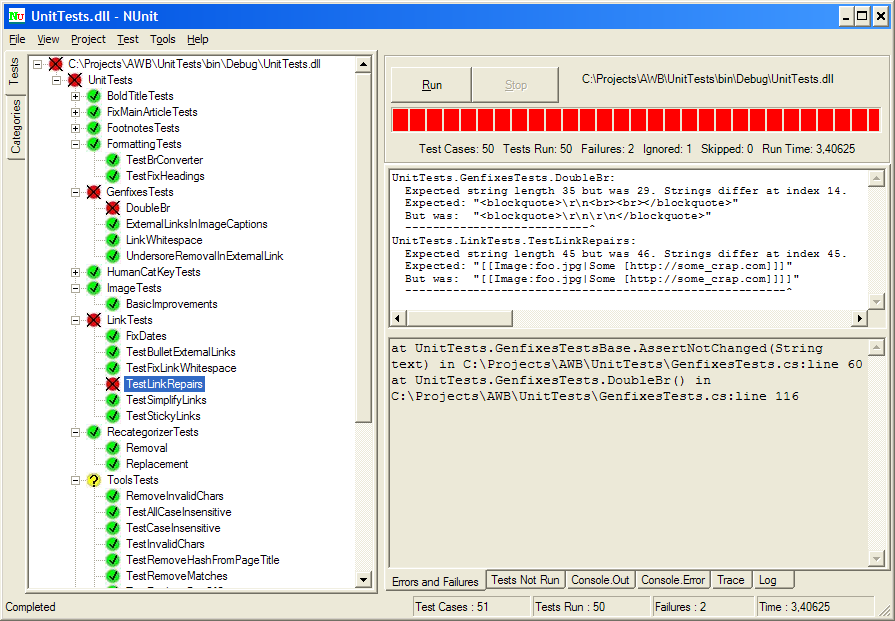

NUnit es un framework open source de Pruebas de unidad para Microsoft .NET y Mono. Sirve al mismo propósito que JUnit realiza en el mundo Java, y es uno de muchos en la familia xUnit.
NUnit.Forms es una expansión al framework núcleo NUnit y es también open source. Esto busca concretamente ampliar NUnit para que sea capaz de manejar pruebas de elementos de interfaz de usuario en Windows Forms.
NUnit. ASP es una expansión al framework núcleo NUnit y es también open source. Esto busca concretamente ampliar NUnit para que sea capaz de manejar pruebas de elementos de interfaz de usuario en ASP.NET.
Ejemplo de una prueba NUnit:
```
using
 NUnit.Framework;

[TestFixture]

public
 
class
 EjemplodeWikipediadeNUnit
{
  [Test]
  
public
 
void
 TestMultiplication()
  {
    Assert.AreEqual(4, 2*2, "Multiplication");
  }
}
```

TestFixture hace referencia a Accesorio de Prueba o Contexto de Prueba
El framework NUnit descubre el método TestWikipediaExampleOfNUnit.TestMultiplication() automáticamente por Reflexión (programación).

## Literatura
- Andrew Hunt, David Thomas: Pragmatic Unit Testing in C# with NUnit The Pragmatic Bookshelf, Raleigh 2004, ISBN 0-9745140-2-0
- Jim Newkirk, Alexei Vorontsov: Test-Driven Development in Microsoft .NET. Microsoft Press, Redmond 2004, ISBN 0-7356-1948-4
- Bill Hamilton: NUnit Pocket Reference. O'Reilly, Cambridge 2004, ISBN 0-596-00739-6